# مقاطعة هيل (مونتانا)
مقاطعة هيل (بالإنجليزية: Hill County)‏ هي إحدى مقاطعات ولاية مونتانا في الولايات المتحدة الأمريكية.